# Nana (manga)
A Nana (ナナ) mangasorozat, amelynek írója és rajzolója Jazava Ai. A mangából első fejezetének megjelenése után néhány évvel animesorozat is készült, ami 47 epizódból és 3 OVA-ból áll, így összesen 50 részes. A sorozat két címszereplője az azonos keresztnevű Ószaki Nana és Komacu Nana, akik véletlenül ismerkednek meg egy Tokióba tartó vonaton. Ószaki önálló és lázadó személyiségű, aki punk együttesével készül betörni a japán zenei életbe. Komacu, akit a névegyezés miatt később Hacsikónak szólítanak, érzékeny, sokszor elesett és igen hűséges. A sors úgy hozza, hogy a két, igencsak eltérő természetű lány, később ismét találkozik és közösen kezdenek bérelni egy lakást Tokióban. A Nana története a két lány barátságáról, szerelmi ügyeikről, útkeresésről és az életükről szól.
A manga első tizenkét kötete összesen 22 millió példányban kelt el Japánban, majd pedig 2005-ben az első tizenöt kötet összesen 34 és fél millió példányban, mellyel a negyedik legkelendőbb sódzso manga helyét vívta ki magának. A manga története alapján az animesorozaton kívül két élőszereplős film is készült, amelyeket 2005-ben és 2006-ban mutattak be Japánban. Magyarországon az animét az Animax 2009. május 1-től tűzte műsorra, dupla epizódokban, és 2009. október 16-án fejezte be.

## Magyarul
- Nana, 1-21.; 1-7. ford. Basa Zsófia, 8-21. ford. Imai Zsófia; MangaFan, Szigetszentmiklós, 2008–2016